# エンリケ・マリン
エンリケ・マリン(Enrique "Wasabi" Marín Picón、1986年9月2日-)は、UFCのライト級を主戦場とするスペインの総合格闘家である。UFC Fight Night: Magny vs. Gastelumで行われたTUF Latin America 2ウェルター級トーナメントで準優勝した。スペインのステミファイトアカデミーでトレーニングを行っている。

## バックグラウンド
エンリケは、スペインのセビリアで生まれ、大学で小学校の教職資格を得た。15歳で柔術を始め、その後、キックボクシングやブラジリアン柔術を始めた。VHSでいくつかの動画を見て興味を持ち、興奮できるスポーツとして、また自身の身を守る手段としてトレーニングを始めた。

## 総合格闘技のキャリア

### The Ultimate Fighter
マリンは、The Ultimate Fighterに参戦する初めての、UFCに参戦する2人目のスペイン人となった（1人目は、UFC 2のアルベルト・レオン）。
シーズンの最初のエピソードで、マリンはケルヴィン・ガステラムのTeam Gastelumから2番目に選択された。最初の試合でKevin Medinillaと戦い、判定で勝利した。
準決勝での2戦目は、Hector Aldanaと対戦し、開始1分で関節技で勝利した。

### チャンピオンシップ
2015年11月21日、UFC Fight Night: Magny vs. GastelumでTUF Latin America 2ウェルター級トーナメント決勝が行われ、エリック・モンターノと対戦し、接戦であったが1-2の判定で敗れた。
2016年7月9日、UFC 200でセージ・ノースカットと対戦し、非常に僅差の0-3の判定で敗れた。この試合の後、UFCとの契約を解除された。

### UFC後
UFCから解雇された直後、マリンはEuro FCと契約した。2016年2月2日にプラハでAleksi Mantykiviと対戦の予定である。

## 獲得タイトル
- UFC
  - TUF Latin America 2ウェルター級トーナメント準優勝
- キックボクシング散打
  - 欧州アマチュアチャンピオン（2度）

## 私生活
小学校の体育の教職資格を持っている。友人と日本食レストランに行った際に、ワカモレと間違えて大量のワサビを食べてしまったエピソードから、"Wasabi"というニックネームを持っている。

## 戦績
| 総合格闘技 戦績 | 総合格闘技 戦績 | 総合格闘技 戦績 | 総合格闘技 戦績 | 総合格闘技 戦績 | 総合格闘技 戦績 | 総合格闘技 戦績 |
| --------------- | --------------- | --------------- | --------------- | --------------- | --------------- | --------------- |
| 17 試合         | (T)KO           | 一本            | 判定            | その他          | 引き分け        | 無効試合        |
| 12 勝           | 2               | 5               | 5               | 0               | 0               | 0               |
| 5 敗            | 2               | 0               | 3               | 0               | 0               | 0               |

| 勝敗 | 対戦相手             | 試合結果                      | 大会名                                | 開催年月日          |
| ○    | 山﨑悠輝             | 2R 5:00 TKO(ドクターストップ) | AFL 14                                | 2018年3月17日       |
| ×    | ヒカルド・チルローニ | 1R 3:16 KO(パンチ)            | Fight Club Slam 2017                  | 2017年10月7日       |
| ○    | Gerson Cordeiro      | 1R 2:28 TKO（パンチ）         | AFL 11                                | 2017年3月25日       |
| ×    | セージ・ノースカット | 5分3R終了 判定0-3             | UFC 200                               | 2016年7月9日        |
| ×    | エリック・モンターノ | 5分3R終了 判定1-2             | The Ultimate Fighter: Latin America 2 | 2015年11月21日      |
| ○    | Hector Aldana        | 1R 1:00 裸締                  | The Ultimate Fighter: Latin America 2 | 2015年10月21日      |
| ○    | Kevin Medinilla      | 5分2R終了 判定1-2             | The Ultimate Fighter: Latin America 2 | 2015年9月16日(放送) |
| ○    | Falco Neto           | 1R 4:58 顔面締                | AFL2                                  | 2014年11月29日      |
| ○    | Marko Vardjan        | 1R 3:12 裸締                  | Only Men Stuff: European MMA League 1 | 2014年2月8日        |
| ○    | Daniel Palomo Diaz   | 4分2R終了 判定3-0             | Noche de Gloria                       | 2013年12月7日       |
| ○    | Adrian Perez         | 2R N/A キムラロック           | Almogavers: The Chance 4              | 2012年11月4日       |
| ○    | Eliot Hernandez      | 1R 2:00 膝十字固め            | Hombres de Honor 46                   | 2012年10月12日      |
| ○    | Sergey Malozenov     | 5分3R終了 判定3-0             | Almogavers: The Chance 3              | 2012年6月9日        |
| ○    | Ernesto Navas        | 1R N/A 腕挫十字固             | Magna Bellum Championships 3          | 2011年10月1日       |
| ×    | Loic Marty           | 1R 3:26 肩固め                | IFC: King of the Castle               | 2011年9月10日       |
| ○    | Daniel Requeijo      | 5分2R終了 判定3-0             | Magna Bellum Championships 2          | 2011年4月30日       |
| ○    | Alvaro Rodriguez     | 5分3R終了 判定2-1             | Magna Bellum Championships 1          | 2011年2月19日       |
| ×    | Rayco Cubas          | 1R 2:54 裸締                  | KO Arena 7                            | 2007年11月3日       |
| ×    | Andres Rueda         | 1R N/A 肩固め                 | KO Arena 3                            | 2005年7月30日       |